# Faltschonhorn
Das Faltschonhorn ist ein 3022 m ü. M. hoher Berg westlich von Vals im Valsertal im Schweizer Kanton Graubünden.
Unmittelbar nördlich davon liegt der 3121 m hohe Piz Aul. Der einfachste Aufstieg zum Faltschonhorn führt im Schwierigkeitsgrad T3 von Vals über die Leisalp und den Fuorcla da Patnaul. Im Winter ist der Gipfel als Skitour erreichbar.